# Festa della Regione vallona
La festa della Regione vallona (più comunemente nota come festa della Vallonia, festa di Vallonia o semplicemente les Wallos) (in francese: Fête de la Région wallonne, in vallone: Fiesses del Walonreye) si celebra la terza domenica di settembre. Commemora la partecipazione dei Valloni alla rivoluzione belga del 1830.
A Namur, la capitale della Vallonia, questo festival dura tutto il fine settimana e viene visitato da decine di migliaia di persone.

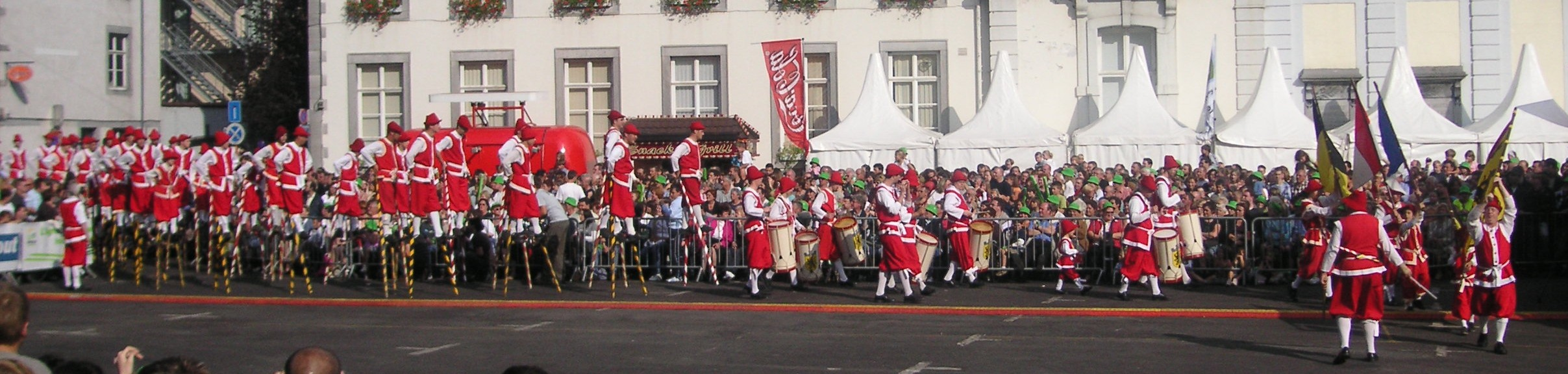
Ingresso dei Trampolieri namurois nella place Saint-Aubain